# هارولد غرينير
هارولد غرينير (بالإنجليزية: Harold Greiner)‏ هو صاحب مطعم أمريكي، ولد في 7 يوليو 1907 في فورت واين في الولايات المتحدة، وتوفي بنفس المكان في 17 يوليو 1993.